# Rezolucija Vijeća sigurnosti UN-a 1126
Rezolucijom Vijeća sigurnosti UN-a 1126, jednoglasno usvojenom 27. kolovoza 1997., nakon što je Vijeće sigurnosti primilo pismo glavnog tajnika Kofija Annana, Vijeće je podržalo njegovu preporuku da suci Karibi-Whyte, Odio Benito i Jan, nakon što budu smijenjeni, okončaju slučaj Čelebići koji su započeli prije isteka mandata. Također je spomenio namjeru Međunarodnog kaznenog suda za bivšu Jugoslaviju da okonča slučaj do studenog 1998.
U Annanovom pismu navodi se da bi, ako trojica sudaca ne mogu dovršiti slučaj, bilo potrebno ponovno započeti suđenja osumnjičenima, što bi produžilo suđenje i prekršilo pravo optuženih na pravilan pravni postupak.
Slučaj Čelebići odnosio se na zarobljenički logor u Bosni i Hercegovini u kojem su zatočenici mučeni i ubijani.

## Vanjske poveznice
| Wikizvor | Engleski Wikizvor ima izvorni tekst na temu: United Nations Security Council Resolution 1126 |

- Text of the Resolution at undocs.org